# Tecovirimat
Tecovirimat (nome comercial Tpoxx) é um fármaco utilizado no tratamento de diversas formas de varíola, como a dos macacos e bovina

## Mecanismo de ação
Atua por inibição da proteína VP37 do orthopoxvirus, inibindo a interação com a Rab9 GTPase e TIP47 celulares.